# Московский (Тюменская область)
Моско́вский — посёлок в Тюменском районе Тюменской области России. Административный центр сельского поселения Московского муниципального образования.

## География
Находится на юго-западе Тюменской области, в пределах юго-западной части Западно-Сибирской низменности, в пригородной зоне города Тюмени, административного центра области и района.

### Климат
Климат резко континентальный, с холодной продолжительной зимой и тёплым относительно коротким летом. Среднегодовая температура — +0,7 °C. Средняя температура воздуха самого холодного месяца (января) — −17,2 °C (абсолютный минимум — −46 °C); самого тёплого месяца (июля) — +17,8 °C (абсолютный максимум — +39 °С). Безморозный период длится 121 день. Среднегодовое количество атмосферных осадков составляет 470 мм, из которых 365 мм выпадает в тёплый период. Продолжительность залегания снежного покрова составляет в среднем 151 день.

## История
Возник при Московском тракте, от Москвы до Сибири, в середине XIX века.
Первопоселенец — Михаил Павлович Унжаков, коллежский асессор, служащий Тюменского окружного казначейства. Он начал свою службу в Ялуторовском окружном казначействе в 1811 году копиистом. Примерно в 1850-е годы Тюменская городская Дума передала ему в частное владение участок городской земли площадью 59 десятин (около 64 га), лежащей среди земель крестьян деревень Падерино, Гусево, Дербыши Успенской волости.
По данным Всероссийской переписи населения 1895—1896 годов здесь числилось 2 дома, принадлежавших Унжаковым и Молодых А. Г., в летнее время в этом поселении жили до 10 рабочих, занимающихся обработкой земли и уходом за домом.
В 1961 году указом Президиума Верховного Совета РСФСР посёлок Тюменской государственной сельскохозяйственной опытной станции был переименован в Московский.

## Население
| 2002 | 2010  | 2021  |
| ---- | ----- | ----- |
| 3472 | ↗3646 | ↗5730 |

## Инфраструктура
- Московская амбулатория (относится к Успенской больнице, являющейся филиалом Государственного автономного учреждения здравоохранения Тюменской области «Областная больница № 19» (г. Тюмень))
- отделение почтовой связи № 625501
- Московская средняя общеобразовательная школа Тюменского муниципального района

## Транспорт
Осевая дорога — Московский тракт (отрезок федеральной трассы Р-351).